# 作用域解析运算符
计算机编程中，作用域是名字（name）与实体（entity）的绑定（binding）保持有效的那部分计算机程序，表达式只有在其作用域中才能求值。作用域解析运算符（scope resolution operator）用于辨识和指出标识符属于哪个作用域上下文，特别是属于哪个命名空间。很多编程语言的作用域解析运算符写为::。
受Modula-3影响的一些编程语言（如Python和Go语言)，模块（module）是对象，模块的作用域解析是对象成员访问的一种特殊情形，因此通常用.来作用域解析。其他语言，如C++和Ruby语言支持作用域解析和成员访问。

## C++
```
class
 
A
 
{

public
:

    
static
 
int
 
i
;
 
// scope of A

};

namespace
 
B
 
{

    
int
 
c
 
=
 
2
;

}
  
// namespace B

int
 
A
::
i
 
=
 
4
;
  
// 类的静态成员的作用域解析 

int
 
x
 
=
 
B
::
c
;
  
// 命名空间中的变量的作用域解析

```

## PHP
PHP语言中，作用域解析运算符称作Paamayim Nekudotayim (希伯來語：פעמיים נקודותיים, 發音：[paʔaˈmajim nekudoˈtajim]，来自希伯来语。
```
$ 
php
 
-r
 
::

Parse error: syntax error, unexpected T_PAAMAYIM_NEKUDOTAYIM

```